# Костолње
Костолње (слч. Kostolné) насељено је мјесто са административним статусом сеоске општине (слч. obec) у округу Мијава, у Тренчинском крају, Словачка Република.

## Становништво
| Година:    | 1994. | 2004.    | 2014.   | 2024.   |
| ---------- | ----- | -------- | ------- | ------- |
| Број људи: | 718   | 640      | 601     | 621     |
| Разлика:   |       | -10,86 % | -6,09 % | +3,32 % |

| Година:    | 2023. | 2024.   |
| ---------- | ----- | ------- |
| Број људи: | 627   | 621     |
| Разлика:   |       | -0,95 % |

Према подацима о броју становника из 2024. године насеље је имало 621 становника.